# Nowyje Usy (Tatarstan)
Nowyje Usy (ros. Новые Усы) – wieś (sieło) w Rosji, w Tatarstanie, w rejonie muslumowskim. W 2010 liczyła 434 mieszkańców.